# Паола (Канзас)
Паола (енгл. Paola) град је у америчкој савезној држави Канзас.

## Демографија
По попису из 2010. године број становника је 5.602, што је 591 (11,8%) становника више него 2000. године.
| Група             | 2000.         | 2010.         |
| Белци             | 4.616 (92,1%) | 5.132 (91,6%) |
| Афроамериканци    | 178 (3,6%)    | 135 (2,4%)    |
| Азијати           | 15 (0,3%)     | 15 (0,3%)     |
| Хиспаноамериканци | 104 (2,1%)    | 166 (3,0%)    |
| Укупно            | 5.011         | 5.602         |